# Merlin Plage-Shimano-Flandria
Merlin Plage-Shimano-Flandria fue un equipo ciclista francés que compitió profesionalmente en 1974. Estaba vinculado al equipo belga Flandria.

## Principales resultados
- Le Samyn: André Dierickx (1974)
- Burdeos-París: Régis Delépine (1974)
- Gran Premio de la Villa de Zottegem: André Dierickx (1974)

### En las grandes vueltas
- Vuelta a España
  - 0 participaciones:

- Tour de Francia
  - 1 participación (1974)
  - 1 victoria de etapa:
    - 1 el 1974: Cyrille Guimard

  - 0 victoria final:
  - 0 clasificaciones secundarias:

- Giro de Italia
  - 0 participacions

## Composición del equipo
| Integrantes del equipo 1974 | Integrantes del equipo 1974 | Integrantes del equipo 1974       | Integrantes del equipo 1974 |
| Corredor                    | Fecha de nacimiento         | Equipo previo                     |                             |
| --------------------------- | --------------------------- | --------------------------------- | --------------------------- |
| Christian Ardouin           | 18 de abril de 1952         |                                   |                             |
| Fernand Bruggeman           | 19 de abril de 1949         |                                   |                             |
| Raphaël Coene               | 5 de noviembre de 1950      |                                   |                             |
| André Corbeau               | 1 de abril de 1950          | Flandria-Carpenter-Shimano (1973) |                             |
| Michel Coroller             | 10 de mayo de 1949          | Flandria-Carpenter-Shimano (1973) |                             |
| Régis Delépine              | 22 de diciembre de 1946     | Gan-Mercier-Hutchinson (1973)     |                             |
| Michel Demore               | 29 de agosto de 1948        |                                   |                             |
| Andre Dierickx              | 29 de octubre de 1947       | Flandria-Carpenter-Shimano (1973) |                             |
| Maurice Dury                | 8 de noviembre de 1947      |                                   |                             |
| Cyrille Guimard             | 20 de enero de 1947         | Gan-Mercier-Hutchinson (1973)     |                             |
| Joël Millard                | 23 de enero de 1946         |                                   |                             |
| Jean-Claude Misac           | 27 de octubre de 1948       |                                   |                             |
| Gérard Moneyron             | 17 de enero de 1948         | Gan-Mercier-Hutchinson (1973)     |                             |
| Henri-Paul Fin              | 20 de marzo de 1950         |                                   |                             |
| Daniel Rebillard            | 20 de diciembre de 1948     | Flandria-Carpenter-Shimano (1973) |                             |
| Jean-Jacques Sanquer        | 29 de noviembre de 1946     | Flandria-Carpenter-Shimano (1973) |                             |
| Alain Van Lancker           | 15 de mayo de 1947          |                                   |                             |
| Ghislain Van Landeghem      | 18 de julio de 1948         |                                   |                             |
| Noël Vantyghem              | 9 de octubre de 1947        | Flandria-Carpenter-Shimano (1973) |                             |
|                             |                             |                                   |                             |
| Fuente: Cycling Archives    |                             |                                   |                             |